# Betahistyna
Betahistyna (łac. betahistinum) – organiczny związek chemiczny, pochodna pirydyny z bocznym łańcuchem aminoalkilowym w pozycji 2. W postaci dichlorowodorku jest stosowana w leczeniu choroby Ménière’a.

## Mechanizm działania

Struktura histaminy, której analogiem jest betahistyna

Betahistyna jest strukturalnym analogiem endogennej histaminy. Jest silnym antagonistą receptora histaminowego H3 i słabym agonistą receptora H1. Początkowo uważano, że za działanie betahistyny odpowiada pobudzenie receptora H1 w naczyniach krwionośnych ucha wewnętrznego i miejscowe rozszerzenie i wzrost przepuszczalności tych naczyń, co mogło sprzyjać likwidacji wodniaka. Jednak wpływ na receptory H1 okazał się nieznaczny.
Wykazano natomiast silne powinowactwo betahistyny do presynaptycznych receptorów H3. Po związaniu się z receptorem H3, znosi ona działanie hamujące histaminy na receptor i wzrost uwalniania neurotransmiterów z zakończeń nerwowych. Wzrasta ilość uwalnianej histaminy, która pobudza receptor H1. Następuje rozszerzenie naczyń krwionośnych ucha wewnętrznego.

Ponadto betahistyna podnosi poziom neurotransmiterów, takich jak np. serotonina w pniu mózgu, które z kolei hamują aktywność jądra przedsionkowego, zapobiegając tym samym zawrotom głowy.
Betahistyna zwiększa przepuszczalność nabłonka płucnego oraz wykazuje działanie inotropowe dodatnie. Żadne z tych działań nie jest jednak klinicznie istotne.

## Farmakokinetyka

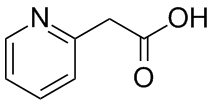
Struktura kwasu 2-pirydylooctowego, głównego metabolitu betahistyny

Betahistyna, podana doustnie, wchłania się całkowicie, osiągając maksymalne stężenie we krwi po ok. 1 h od momentu zażycia. Lek metabolizowany jest w wątrobie, głównie do nieaktywnego kwasu 2-pirydylooctowego, a następnie wydalany w postaci metabolitów, z moczem. Praktycznie nie wiąże się z białkami osocza (poniżej 5%). Całkowite wydalenie następuje w ciągu 24 h.

## Wskazania
- Leczenie choroby Ménière’a.

## Przeciwwskazania
Głównym przeciwwskazaniem jest guz chromochłonny nadnerczy. Betahistyna może stymulować uwalnianie katecholamin z guza, a tym samym doprowadzić do wystąpienia epizodu ciężkiego nadciśnienia.
Ze względu na brak badań klinicznych, betahistyna nie powinna być podawana dzieciom i młodzieży do lat 18 oraz kobietom w ciąży i karmiącym piersią.

## Interakcje
Badania kliniczne nie wykazały interakcji między betahistyną a innymi lekami. Niemniej jednak, istnieją pojedyncze doniesienia, mówiące o tym, że etanol, pirymetamina, dapson i salbutamol mogą nasilać działanie betahistyny.
Jako że betahistyna jest analogiem histaminy, mogą wystąpić interakcje z lekami przeciwalergicznymi, brak jednak jakichkolwiek doniesień na ten temat.

## Szczególne środki ostrożności
Należy zachować szczególną ostrożność przy podawaniu leku osobom z obecną lub przebytą chorobą wrzodową żołądka, astmą oraz z innymi chorobami alergicznymi.

## Działania niepożądane
Występują bardzo rzadko (<0,1%) i nie mają ostrego charakteru. Mogą się pojawić:
- reakcje alergiczne (wysypka i świąd),
- bóle głowy,
- senność,
- nudności, niestrawność.

## Preparaty

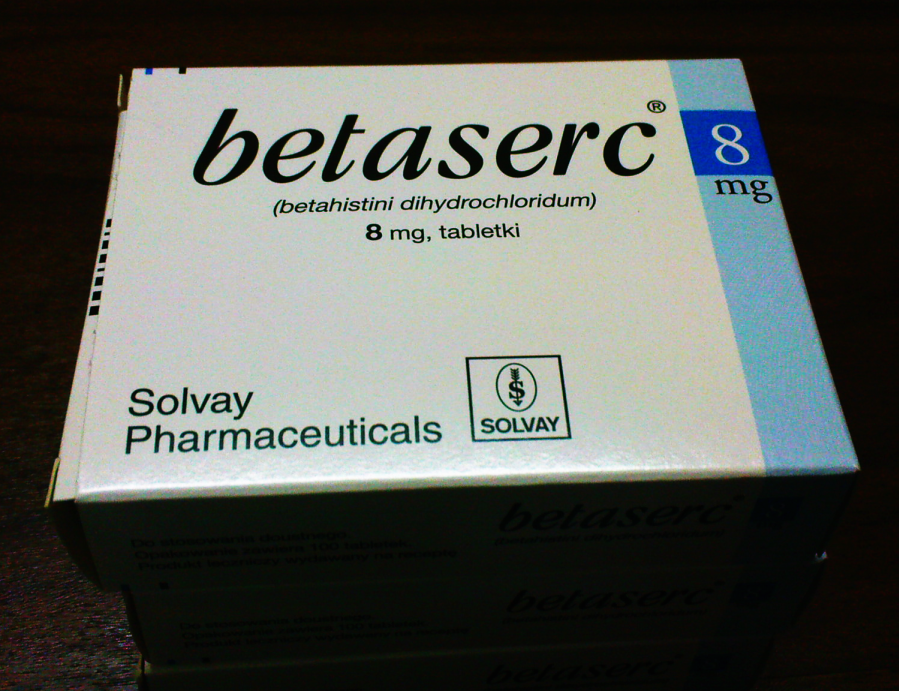
Opakowanie preparatu Betaserc

Betahistyna dostępna jest w Polsce na receptę w formie dichlorowodorku w postaci tabletek 8–24 mg lub roztworu do picia, pod nazwami (stan na rok 2015): Betahistine Teva, Betahistinum 123ratio, Betanil Forte, Betaserc, Histigen, Lavistina, Microser, Neatin, Polvertic, Verhist, Vertix, Vestibo i Zenostig.